# Ondřej Pávek (cyklista)
Ondřej Pávek (* 23. září 1980 Ostrov, Československo) je český profesionální cyklista, který závodí za tým AC Sparta Praha cycling.

## Předchozí týmy
- TJ Jiskra Nejdek
- CK s.N.E.T. Karlovy Vary
- J. Jensen Cycling

## Největší úspěchy
- 4x amatérský mistr ČR
- 3x akademický mistr ČR

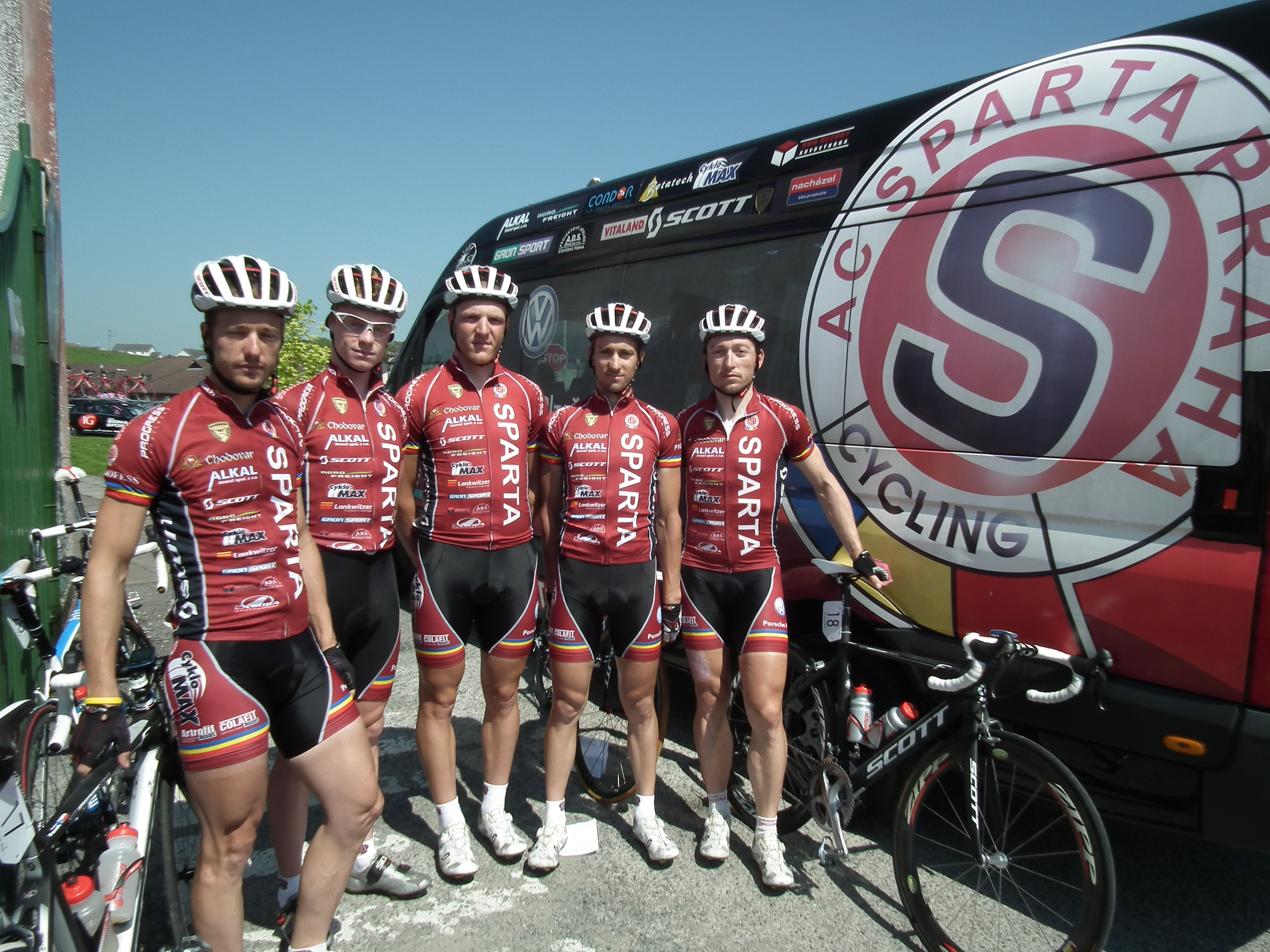
Pávek (vlevo) s týmovými kolegy

- 3. místo MČR časovka dvojic 2005
- 9. místo akademické MS v časovce 2006
- 3. místo v etapě Okolo Irska 2007
- 2. místo ČP Příbram 2009
- 5. místo Rund um Aachen 2012
- vítěz sprintové soutěže v GP Judendorf 1.2 2012